# Lorenzo Veneziano

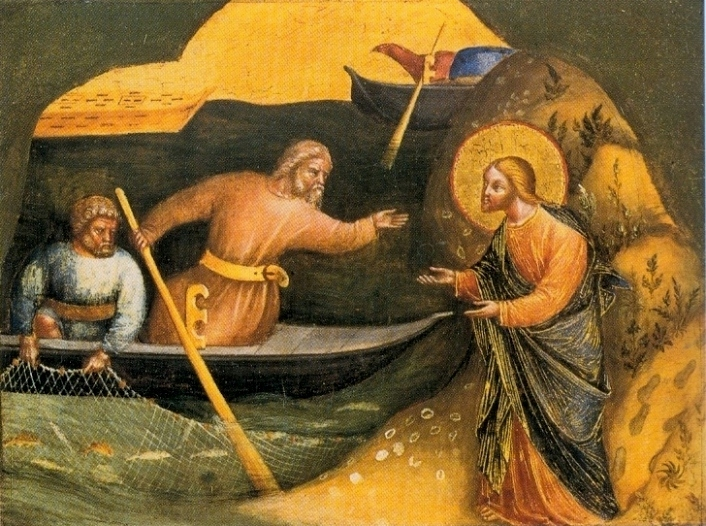
Jesus kallar apostlarna Simon Petrus och Andreas (1370)

Lorenzo Veneziano, verksam omkring 1352-1376, var en venetiansk konstnär.
Lorenzo Veneziano var troligen elev till Paolo Veneziano. Han arbetade sporadiskt utanför Venedig och har bland annat sannolikt uppehållit sig i Bologna omkring 1345. Lorenzo Veneziano har ansetts som det venetianska 1300-talsmåleriets främste konstnär.